# Robert Carradine

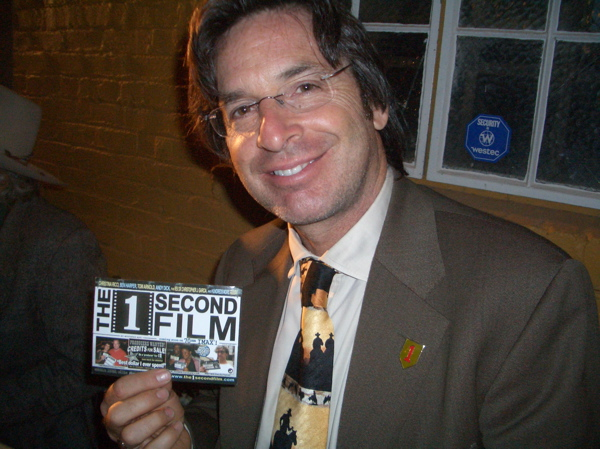
Robert Carradine (2004)

Robert Reed Carradine (* 24. März 1954 in Hollywood, Kalifornien) ist ein US-amerikanischer Schauspieler.

## Leben
Robert Carradine ist der Sohn von John Carradine und Sonia Sorel, der Bruder von Keith Carradine sowie der Halbbruder von Michael Bowen und David Carradine. Der 1,82 m große Robert Carradine war seit dem 7. Januar 1990 bis Juni 2018 mit Edie Mani verheiratet und hat zwei Kinder. Er ist der Vater von Ever Carradine aus einer früheren Beziehung und Onkel der Schauspielerin Martha Plimpton.

## Wirken
Seit Anfang der 1970er Jahre beim Film, war Robert Carradine in zahlreichen Psycho-Thrillern, Krimis, Melodramen, Horror- und Science-Fiction-Filmen im Kino und im Fernsehen zu sehen.
In Walter Hills Western Long Riders spielte er neben seinen Brüdern einen der Younger-Brüder, die zusammen mit Jesse James reiten. In der College-Teenager-Komödien-Reihe (Die Rache der Eierköpfe, Die Supertrottel, Operation Kleinhirn) um die Nerds genannten Campus-Außenseiter übernahm er die Hauptrolle des Nerds Lewis Skolnick. Ansonsten spielte er vor allem in einer langen Reihe von B-Filmen größere Rollen. Zwischen 2001 und 2004 verkörperte er die Rolle des Familienvaters Sam McGuire in der erfolgreichen Disney-Teenieserie Lizzie McGuire.

## Filmografie (Auswahl)

### Kinofilme
- 1972: Die Cowboys (The Cowboys)
- 1973: Hexenkessel (Mean Streets)
- 1975: You and Me
- 1975: Zwei in Blue Jeans (Aloha, Bobby and Rose)
- 1976: Cannonball
- 1976: Massaker in Klasse 13 (Massacre at Central High)
- 1976: The Pom Pom Girls
- 1976: Vergewaltigt hinter Gittern (Jackson County Jail)
- 1977: Joyride
- 1977: Orca – Der Killerwal (Orca)
- 1978: Coming Home – Sie kehren heim (Coming Home)
- 1978: Die Bestien (Blackout)
- 1980: Long Riders (The Long Riders)
- 1980: The Big Red One
- 1981: Heartaches
- 1982: T.A.G. – Das Killerspiel (Tag: The Assassination Game)
- 1983: Das Ende der Angst (Wavelength)
- 1984: Die Rache der Eierköpfe (Revenge of the Nerds)
- 1984: Ein Klassemädchen (Just the Way You Are)
- 1987: Die Supertrottel (Revenge of the Nerds II: Nerds in Paradise)
- 1987: Der Berserker (Number One with a Bullet)
- 1988: Zwei tolle Hechte im Knast (Buy & Cell)
- 1989: Rude Awakening
- 1989: Weekend Warriors
- 1992: The Player
- 1995: Mauer des Schweigens (The Killers Within)
- 1996: Die Tochter des Paten (Bird of Prey)
- 1996: Flucht aus L.A. (John Carpenter’s Escape from L.A.)
- 1997: Firestorm
- 1998: Scorpio One
- 1998: Die Power-Kids (Breakout)
- 1998: Stray Bullet – Das falsche Ziel (Stray Bullet)
- 1998: The Effects of Magic
- 1999: Gunfighter
- 1999: Lycanthrope
- 1999: Palmer’s Pickup – Ein abgefahrener Trip (Palmer’s Pickup)
- 1999: The Vegas Connection
- 1999: The X-Ray Kid
- 2000: Dangerous Curves
- 2001: Ghosts of Mars
- 2001: Max Keebles großer Plan (Max Keeble’s Big Move)
- 2002: 3 Days of Rain
- 2003: Popstar auf Umwegen (The Lizzie McGuire Movie)
- 2003: Timecop 2 – Entscheidung in Berlin (Timecop: The Berlin Decision)
- 2005: Supercross
- 2005: Hoboken Hollow
- 2006: Monster Night
- 2007: Sex and Breakfast
- 2007: 7-10 Split
- 2008: Im Rausch der Höhe (Deep Winter)
- 2012: Django Unchained
- 2017: Finding Fish
- 2017: Justice – Kein Erbarmen (Justice)
- 2019: Bill Tilghman and the Outlaws

### Fernsehfilme
- 1972: Footsteps
- 1974: Fragt mal Alice (Go Ask Alice)
- 1975: The Hatfields and the McCoys
- 1986: As Is
- 1986: Monte Carlo
- 1987: Disney’s Totally Minnie
- 1988: Todesspiele (I Saw What You Did)
- 1990: Anwalt des Feindes (The Incident)
- 1990: Den Tod im Sucher (Somebody Has to Shoot the Picture)
- 1990: In himmlischer Mission (Clarence)
- 1991: Der Drogen Cop (Doublecrossed)
- 1992: Operation Kleinhirn (Revenge of the Nerds III: The Next Generation)
- 1992: Träume der Angst (Illusions)
- 1993: Body Bags (John Carpenter presents Body Bags)
- 1993: Im Bann der Tiefe (The Disappearance of Christina)
- 1993: Tommyknockers – Das Monstrum (The Tommyknockers)
- 1994: Chaos Kings (Revenge of the Nerds IV: Nerds in Love)
- 1994: A Part of the Family
- 1996: Das Grauen aus der Tiefe (Humanoids from the Deep)
- 1998: Kids & Company – Kinder haften für Ihre Eltern (Young Hearts Unlimited)
- 2000: Mamas Rendezvous mit einem Vampir (Mom’s Got a Date with a Vampire)
- 2003: Monte Walsh
- 2005: Angriff des Säbelzahntigers (Attack of the Sabretooth)
- 2012: Bikini Spring Break
- 2012: Jesse Stone: Im Zweifel für den Angeklagten (Jesse Stone: Benefit of the Doubt)
- 2014: Sharktopus vs. Pteracuda – Kampf der Urzeitgiganten (Sharktopus vs. Pteracuda)
- 2017: Final Storm – Der Untergang der Welt (Doomsday Device) (Fernsehfilm)

### Fernsehserien
- 1971: Bonanza (Folge A Home for Jamie)
- 1972: Kung Fu (Folge Dark Angel)
- 1974: Die Cowboys (The Cowboys, Fernsehserie, 12 Folgen)
- 1984: Verloren und verdammt (The Sun Also Rises, Fernseh-Miniserie)
- 1984: Ein Colt für alle Fälle (The Fall Guy, Folge October the 31st)
- 1985: Alfred Hitchcock zeigt (Alfred Hitchcock Presents, Folge Night Fever)
- 1986: Grosse Märchen mit grossen Stars (Faerie Tale Theatre, Folge Aladdin and His Wonderful Lamp)
- 1986: Twilight Zone (The Twilight Zone, Folge Still Life)
- 1989: Der Hitchhiker (The Hitchhiker, Folge Carter Belt)
- 1995: Emergency Room – Die Notaufnahme (ER, Folge Sleepless in Chicago)
- 1995/1996: Kung Fu – Im Zeichen des Drachen (Kung Fu, Folgen Quake! und Phoenix)
- 1995: Lady Cops (Sirens, Folge Angel Falling)
- 1995: Superman – Die Abenteuer von Lois & Clark (Lois & Clark: The New Adventures of Superman, Folge Home Is Where the Hurt Is)
- 1996: Dark Skies – Tödliche Bedrohung (Dark Skies, Folge Hostile Convergence)
- 1997: New York Cops – NYPD Blue (NYPD Blue, Folge What a Dump!)
- 1997: Pretender (The Pretender, Folge Mirage)
- 1997: Practice – Die Anwälte (The Practice, Folge Dog Bite)
- 1999: Rache nach Plan (Vengeance Unlimited, Folge Friends)
- 1997–2000: Nash Bridges (Folgen Skin Trade und Knockout)
- 2001–2004: Lizzie McGuire (Fernsehserie, 65 Folgen)
- 2005: Criminal Intent – Verbrechen im Visier (Law & Order: Criminal Intent, Folge Gone)
- 2017: Doubt (Folge Finally)

## Motorsport-Statistik

### Sebring-Ergebnisse
| Jahr | Team                     | Fahrzeug           | Teamkollege    | Teamkollege   | Teamkollege | Platzierung | Ausfallgrund |
| ---- | ------------------------ | ------------------ | -------------- | ------------- | ----------- | ----------- | ------------ |
| 1977 | Modena Sports Cars       | Ferrari 365 GTB/4  | John Morton    |               |             | Rang 17     |              |
| 1986 | Morrison Cook Motorsport | Chevrolet Corvette | Ron Grable     | John Heinricy |             | Rang 7      |              |
| 1987 | Morrison-Cook Motorsport | Chevrolet Corvette | Bob McConnell  | John Heinricy |             | Ausfall     | Motorschaden |
| 1992 | Brumos Porsche           | Gunnar 966         | Hurley Haywood |               |             | Ausfall     | Elektrik     |
| 1993 | Kevin Jeannette          | Gunnar 996         | Jay Cochran    | Chip Hanauer  | Dennis Aase | Ausfall     | Unfall       |